# Georges René Boos
Pour les articles homonymes, voir Boos.
Georges René Boos (né le 25 août 1923 à Keskastel dans le Bas-Rhin et mort le 25 septembre 2015 à Völklingen, en Allemagne), fils de Georges et Louise née Decker, est un volontaire dans les troupes allemandes de la Seconde Guerre mondiale.
Ayant été impliqué dans le massacre d’Oradour, il fut condamné à mort par le tribunal militaire de Bordeaux le 12 janvier 1953. Engagé volontaire il ne put bénéficier de la mesure d'amnistie votée par l'Assemblée nationale en faveur des Malgré-Nous dont il ne faisait pas partie, mais il bénéficia de la politique générale d'indulgence à l'égard des collaborateurs en étant gracié puis libéré en 1958. En février 2015, le magazine Paris Match le retrouve en Allemagne,,.

## Biographie
Boos est né en 1923 dans une famille d'agriculteurs. Ouvrier métallurgique à Hagondange lors de l'annexion allemande de l'Alsace-Moselle, il s'engage en avril 1941 dans la Waffen-SS, où il devient infirmier sur le front de l'Est. Gendarme militaire en Normandie en 1942, il est cependant renvoyé sur le front de Russie en décembre 1942. Revenu à Bordeaux en 1944, c'est gradé comme sergent qu'il participe au massacre d'Oradour sous le commandement de Adolf Diekmann. Il a activement participé au massacre, notamment en achevant au pistolet les blessés mitraillés dans le garage Desourteaux et la remise Beaulieu. Il aurait également abattu deux femmes fuyant leur maison en feu et menacé un jeune incorporé de force alsacien qui lui demandait s’il était vraiment obligé d’agir ainsi... Il participera au « maquillage » du massacre le 11 juin 1944 et rejoindra ensuite le front normand avec la division « Das Reich ». Arrêté par les Alliés près de Compiègne, il est incarcéré de 1947 à 1948 à Bordeaux. En 1953, il y est condamné à mort. En obtenant qu'il plaide coupable, le président du tribunal militaire Marcel Nussy-Saint-Saëns s'arrange cependant pour atténuer les peines. 
Il sera libéré en 1959 et partira vivre en Allemagne. Il meurt le 25 septembre 2015 à Völklingen.